# Atrama
AB Atrama ist ein metallverarbeitendes Unternehmen in der zweitgrößten Stadt Litauens, Kaunas.
Neben Gasflaschen werden Wasserzähler und die Heiztechnik hergestellt.

## Geschichte
1939 wurde  das Unternehmen Akcinė bendrovė „Grandis“ in Kaunas-Vilijampolė (Raudondvario plentas 44/45) gegründet, um Hufeisen, Nägel und andere Metallprodukte herzustellen. Der Stammkapital betrug 200.000 Litas, insgesamt 200 Aktien je 1000 Litas. Die Vorstandsmitglieder waren Samuelis Apriaskis, Oberst Jeronimas Vyšniauskas und Chaimas Apriaskis. 1939 gab es 7 Mitarbeiter und 1940 schon 20 Metallarbeiter.
Am 2. August 1940 wurde das Unternehmen in Sowjetlitauen nationalisiert. 1946 begann man mit dem Bau eines neuen Betriebs. 1947 fusionierten zwei Betriebe „Technodega“ und „Atrama“. 1948 wurde Valstybinis pasagų fabrikas „Atrama“ zu „Valstybinis metalinis baldų fabrikas“, 1952 zu Valstybinis fabrikas „Atrama“, ab Sommer 1957   „Respublikinė valstybinė metalo apdirbimo gamykla“ (untergeordnet dem Liaudies ūkio mašinų gamybos valdyba). 1990 wurde der Betrieb privatisiert. 1997 erreichte man einen Umsatz von 18 Mio. Lt (5,21 Mio. Euro), 1998 etwa 15,087 Mio. Lt (4,37 Mio. Euro) und 1999 etwa 10,532 Mio. Litas (3 Mio. Euro). Am 30. Juni 2000 beschäftigte man 2.514 Mitarbeiter. Für das Jahr 2001 prognostizierte man einen Umsatz von 40 Mio. Litas (11,585 Mio. Euro) nach unterzeichneten Kaufverträgen mit italienischen und türkischen Unternehmen  um die Exklusivrechte für den Handel mit Gasflaschen.